# Kreis Recklinghausen
Der Kreis Recklinghausen (auch mit einem Zusatz als der Vestische Kreis bezeichnet) ist eine Gebietskörperschaft im Norden des Ruhrgebiets im Nordwesten des Landes Nordrhein-Westfalen. Er ist (nach der Region Hannover) der bevölkerungsreichste Kreis Deutschlands. Er gehört zum Regierungsbezirk Münster und ist Mitglied im Landschaftsverband Westfalen-Lippe und im Regionalverband Ruhr. Sitz des Kreises ist die große kreisangehörige Stadt Recklinghausen.

## Geographie

### Bevölkerung und räumliche Lage
Der Kreis Recklinghausen ist mit rund 617.000 Einwohnern (31. Dezember 2016) (abgesehen vom Sonderfall Region Hannover) der bevölkerungsreichste (Land-)Kreis Deutschlands. Er reicht im Norden bis ins südliche Münsterland.

### Gewässer
Der größte Fluss im Kreis ist die Lippe. Die Stever, rechter Nebenfluss der Lippe, dient über Wassergewinnungsanlagen in Haltern am See der Trinkwasserversorgung des nördlichen Ruhrgebiets. Der Zusatz des Stadtnamens referenziert auf die zur Trinkwassergewinnung angelegte Stevertalsperre. Im Süden des Kreises durchfließt die Emscher das Stadtgebiet von Castrop-Rauxel und bildet in Herten und Recklinghausen weitgehend die Kreisgrenze zu Herne.

### Kohlebergbau und Entwässerung
Jahrzehntelang hat der Steinkohlenbergbau die Wirtschaft im Ruhrgebiet vorangetrieben. Auch im Kreis Recklinghausen gab es einige Zechen, die mittlerweile alle geschlossen sind. Der Kohlebergbau hat aber auch erhebliche Schäden verursacht, u. a. durch Bergsenkungen. An einigen Stellen liegt der Boden mittlerweile niedriger als die umliegenden Gewässer. Ohne Deiche und Pumpwerke würden sich hier Grundwasserseen bilden, in denen Häuser und Stadtteile versinken würden, so zum Beispiel in der Stadt Herten. Daher kommt der Kreis Recklinghausen nicht ohne Pumpwerke aus. Ständiges Pumpen, damit kein Land untergeht, kostet für das ganze Ruhrgebiet etwa 220 Millionen Euro im Jahr, bezahlt von der RAG-Stiftung. Noch unklar ist, wer auf Dauer für diese hinterlassenen Ewigkeitslasten bezahlen wird, wenn sich die Bergbaugesellschaften zurückziehen würden.

### Kreisangehörige Städte
Der Kreis Recklinghausen gliedert sich in zehn kreisangehörige Gemeinden, von denen vier Mittlere kreisangehörige Städte und sechs Große kreisangehörige Städte sind. Für ihre örtlichen Angelegenheiten sind die Gemeinden grundsätzlich selbst zuständig, während der Kreis für kleinere Kommunen örtliche und ansonsten überörtliche Aufgaben übernimmt. Der Kreis Recklinghausen ist der einzige Landkreis in Deutschland, in dem alle Gemeinden über 25.000 Einwohner haben.
| Name             | Einwohner | Fläche     | Einw./km² | Status                         | AGS        |
| ---------------- | --------- | ---------- | --------- | ------------------------------ | ---------- |
| Castrop-Rauxel   | 073.282   | 51.68 km²  | 1418      | große kreisangehörige Stadt    | 05 562 004 |
| Datteln          | 035.473   | 66.10 km²  | 0537      | mittlere kreisangehörige Stadt | 05 562 008 |
| Dorsten          | 075.277   | 171.20 km² | 0440      | große kreisangehörige Stadt    | 05 562 012 |
| Gladbeck         | 075.499   | 35.97 km²  | 2099      | große kreisangehörige Stadt    | 05 562 014 |
| Haltern am See   | 038.142   | 159.03 km² | 0240      | mittlere kreisangehörige Stadt | 05 562 016 |
| Herten           | 060.941   | 37.33 km²  | 1632      | große kreisangehörige Stadt    | 05 562 020 |
| Marl             | 086.766   | 87.76 km²  | 0989      | große kreisangehörige Stadt    | 05 562 024 |
| Oer-Erkenschwick | 031.404   | 38.66 km²  | 0812      | mittlere kreisangehörige Stadt | 05 562 028 |
| Recklinghausen   | 115.344   | 66.50 km²  | 1734      | große kreisangehörige Stadt    | 05 562 032 |
| Waltrop          | 029.177   | 47.09 km²  | 0620      | mittlere kreisangehörige Stadt | 05 562 036 |
|                  | 621.305   | 761.32 km² | 0816      | Kreis Recklinghausen           | 05 562     |

(Einwohnerzahlen zum 31. Dezember 2024)

### Nachbarkreise bzw. -städte
Der Kreis Recklinghausen grenzt, im Westen beginnend im Uhrzeigersinn, an die Kreise Wesel, Borken, Coesfeld und Unna sowie an die kreisfreien Städte Dortmund, Bochum, Herne, Gelsenkirchen, Essen und Bottrop.

## Geschichte
Im Mittelalter gehörte das Gebiet um Recklinghausen, das Vest Recklinghausen, zum Kurfürstentum Köln. Von 1446 bis 1576 wurde es an die Herren von Gemen und Schaumburg-Lippe verpachtet. 1811 wurde es dem Herzogtum Berg angeschlossen.

Der Kreis Recklinghausen im Jahr 1845

Nach dem Wiener Kongress wurde das Vest Recklinghausen 1815 zusammen mit anderen westfälischen Gebieten dem Königreich Preußen zugeschlagen und in die Provinz Westfalen integriert. In der Folge entstanden am 25. Juli 1816 der preußische Regierungsbezirk Münster und am 10. August 1816 der Kreis Recklinghausen. Dieser umfasste das ehemalige Vest Recklinghausen, das zwischen Emscher und Lippe lag, sowie die Herrlichkeit Lembeck nördlich der Lippe mit den Kirchspielen Altschermbeck, Erle, Hervest, Holsterhausen, Lembeck, Rhade und Wulfen, die die Bürgermeistereien Lembeck und Altschermbeck bildeten und in Personalunion verwaltet wurden.

### Bürgermeistereien und Ämter
Der Kreis Recklinghausen bestand zunächst aus den folgenden Bürgermeistereien: (in Klammern die Einwohnerzahl Mitte der 1830er Jahre und 1895):
- Bürgermeisterei Altschermbeck (2.474 / 2.604)
  - Altschermbeck (908 / 936)
  - Erle (761 / 760)
  - Holsterhausen (292 / 391)
  - Rhade (513 / 517)
- Bürgermeisterei Bottrop (5.433 /?)
  - Bottrop (2.605 / 18.015*)
  - Kirchhellen (2.214 /?)
  - Osterfeld (614 / 6.622)
- Bürgermeisterei Buer (7.303 / 26.726)
  - Buer (3583 / 16.031*)
  - Gladbeck (2.505 / 5.648)
  - Horst (535 / 3.853)
  - Westerholt (685 / 1.196*)
- Bürgermeisterei Datteln (8.253 / 13.676)
  - Ahsen (674 / 604)
  - Datteln (3.325/5.283)
  - Flaesheim (397 / 564)
  - Henrichenburg (660 / 1.530)
  - Horneburg (362 / 388)
  - Waltrop (2.835 / 5.307)
- Bürgermeisterei Dorsten (6.295 / 10.685)
  - Stadt Dorsten (2.406 / 4.234)
    - Feldmark

  - Kirchspiel Dorsten (Bauerschaften Altendorf und Ulfkotte) (843 / 862)
  - Marl (1.822 / 3.266)
  - Polsum (701 / 1.281)
  - Hamm (523 / 1042)
- Bürgermeisterei Lembeck (3.321 / 4542)
  - Hervest (521 / 1.202)
  - Lembeck (1.883 / 1.929)
  - Wulfen (mit Deuten; 917 / 1.411)
- Bürgermeisterei Recklinghausen (8.716 / 37.743)
  - Stadt Recklinghausen (2.433 / 20.644*)
  - Recklinghausen-Land (3.792 / 8.776)
  - Herten (950 / 4.079)
  - Oer (832 / 2.088)
  - Suderwich (699 / 1.952)

Recklinghausen und Dorsten erhielten 1837 die Preußische revidierte Städteordnung von 1831 und schieden aus den jeweiligen Bürgermeistereien aus. Der Rest der Bürgermeisterei Dorsten bildete die Bürgermeisterei Marl. Mit der Einführung der Landgemeinde-Ordnung für die Provinz Westphalen von 1841 wurden bis 1844 die Bürgermeistereien in Ämter überführt. Der Kreis Recklinghausen war danach zunächst in die beiden amtsfreien Städte Dorsten und Recklinghausen sowie neun Ämter mit insgesamt 28 amtsangehörigen Gemeinden gegliedert:
| Amt              | Gemeinden (1844)                               |
| ---------------- | ---------------------------------------------- |
| amtsfreie Städte | Dorsten und Recklinghausen                     |
| Altschermbeck    | Altschermbeck, Erle, Holsterhausen und Rhade   |
| Bottrop          | Bottrop und Osterfeld                          |
| Buer             | Buer, Gladbeck, Horst und Westerholt           |
| Datteln          | Ahsen, Datteln und Flaesheim                   |
| Kirchhellen      | Kirchhellen                                    |
| Lembeck          | Hervest, Lembeck und Wulfen                    |
| Marl             | Altendorf-Ulfkotte, Hamm, Marl und Polsum      |
| Recklinghausen   | Herten, Oer, Recklinghausen-Land und Suderwich |
| Waltrop          | Henrichenburg, Horneburg und Waltrop           |

In der Folgezeit wurde die Amtseinteilung mehrfach geändert:
- 1857 schied Herten aus dem Amt Recklinghausen aus und bildete ein eigenes Amt.[20]
- Die Ämter Datteln und Waltrop wurden bis 1857 in Personalunion verwaltet und dann endgültig getrennt.[21]
- Die Ämter Bottrop und Kirchhellen wurden bis 1858 in Personalunion verwaltet und dann endgültig getrennt.[22]
- 1885 schied Gladbeck aus dem Amt Buer aus und bildete ein eigenes Amt.[13]
- 1891 schied Horst aus dem Amt Buer aus und bildete ein eigenes Amt.[23]
- 1891 schied Osterfeld aus dem Amt Bottrop aus und bildete ein eigenes Amt.[24]
- Nachdem die Gemeinde Buer 1911 Stadtrechte erhielt und aus dem Amt Buer ausgeschieden war, bildete Westerholt als einzige im Amt Buer verbliebene Gemeinde das Amt Westerholt.[13]
- 1926 wurde das Amt Recklinghausen aufgelöst und auf die Stadt Recklinghausen sowie die Ämter Datteln, Herten und Marl aufgeteilt.
- 1929 wurde, bisherige Ämter vereinigend, aus den Ämtern Altschermbeck und Lembeck (zusammen Herrlichkeit Lembeck) das Amt Hervest-Dorsten gebildet. Gleichzeitig kamen die damalige Stadt Haltern und das Amt Haltern aus dem Kreis Coesfeld zum Landkreis Recklinghausen.
- 1934 wurden die verbliebenen Einzelgemeindeämter Herten, Kirchhellen und Westerholt aufgehoben.[13]
- 1937 trat die Stadt Dorsten dem Amt Hervest-Dorsten bei.[25]
- 1964 wurde das Amt Datteln aufgelöst. Seine Gemeinden waren seitdem amtsfrei.[26]
- Zum 1. Januar 1975 wurden durch das Ruhrgebiet-Gesetz die vier verbliebenen Ämter Haltern, Hervest-Dorsten, Marl und Waltrop aufgelöst.

### Stadtrechte und Auslagerungen
Während Recklinghausen, Dorsten und das erst 1929 zum Kreis hinzugekommene Haltern schon seit dem 13. Jahrhundert Stadtrechte genossen, wurden andere Orte des Landkreises erst durch die Industrialisierung um die Jahrhundertwende bis zur Mitte des 20. Jahrhunderts zu Städten. Insbesondere die emschernahen, im Süden gelegenen Orte wie Osterfeld, Bottrop, Buer, Herten und Recklinghausen vervierfachten ihre Einwohnerzahlen innerhalb von 60 Jahren mindestens, während nördlich der Lippe die Einwohnerzahlen in etwa konstant blieben (s. o., Bürgermeistereien).
Die Verleihung von Stadtrechten und Kreisfreiheit wirkt sich in nicht geringem Maße auf den Kreis Recklinghausen aus:
- 1901 wird Recklinghausen kreisfrei. Der Kreis Recklinghausen heißt nunmehr Landkreis Recklinghausen.
- 1911 erhält Buer Stadtrechte und 1912 die Kreisfreiheit. 1928 werden Buer und Horst mit Gelsenkirchen vereinigt.
- 1919 erhalten Bottrop und Gladbeck Stadtrechte und werden 1921 kreisfrei; erst 1976 kommt Gladbeck wieder zum Kreis Recklinghausen.
- 1921 erhält Osterfeld Stadtrechte und wird 1922 kreisfrei; 1929 Vereinigung mit Oberhausen (und Sterkrade)
- 1926 wird die Stadt Castrop-Rauxel, damals noch Landkreis Dortmund, gebildet und wird 1928 kreisfrei; erst 1975 kommt Castrop-Rauxel zum Kreis Recklinghausen.
- 1936 erhalten die 1926 deutlich um Teile der Gemeinde Recklinghausen-Land erweiterten Gemeinden Herten und Marl Stadtrechte.
- 1936 erhält Datteln Stadtrechte.
- 1939 erhält Waltrop Stadtrechte.[13]
- 1939 erhält Westerholt Stadtrechte;[13] 1975 wird Westerholt in die Stadt Herten eingemeindet.
- 1953 erhält die 1926 gebildete Gemeinde Oer-Erkenschwick Stadtrechte.

### Gebietsreformen 1926 und 1929 sowie 1975/1976
Durch das Gesetz über die Neuregelung der kommunalen Grenzen im rheinisch-westfälischen Industriebezirke vom 26. Februar 1926 und durch das Gesetz über die kommunale Neugliederung des rheinisch-westfälischen Industriegebiets vom 29. Juli 1929 wurde der Zuschnitt der Gemeinden des Landkreises dem Wachstum der montanindustriellen Arbeitersiedlungen angepasst. Nach kleineren zwischenzeitlichen Änderungen folgte fast ein halbes Jahrhundert später eine Neuordnung im Zuge der Gebietsreform, die am 1. Januar 1975 in Kraft trat. Seit der Eingliederung Gladbecks am 1. Juli 1976 (Glabotki) ist die Gliederung des Kreises in zehn Städte unverändert:
- Castrop-Rauxel (Bildung 1926, kreisfrei 1928, 1975 zum Landkreis)
  - Amt Castrop (ohne Giesenberg-Sodingen, heute Stadt Herne)
  - seit 1975 Henrichenburg, vormals Amt Waltrop
- Datteln
  - Datteln
  - seit 1975 Ahsen und Horneburg
- Dorsten
  - alte Stadt Dorsten und Feldmark
  - seit 1929 Hardt (vormals Gahlen, Kreis Dinslaken)
  - seit 1943 Hervest und Holsterhausen[25]
  - seit 1975 Östrich (vormals Gahlen, Kreis Dinslaken)
  - seit 1975 Lembeck, Rhade und Wulfen (mit Deuten) sowie der Osten von Altschermbeck (Bauerschaft Emmelkamp), während der Hauptteil von Altschermbeck (zu Schermbeck) sowie Erle (zu Raesfeld) und Reken zugeschlagene, kleine Randanteile von Lembeck ausgekreist wurden[25]
  - seit 1975 Altendorf-Ulfkotte
- Gladbeck (1921 bis 1974 kreisfreie Stadt, 1975 zunächst mit Bottrop und Kirchhellen vereinigt („Glabotki“), nach gerichtlich festgestellter Nichtigkeit des Zusammenschlusses am 1. Juli 1976 dem Kreis Recklinghausen angegliedert)
- Haltern (1929 zum Landkreis)
  - Stadt Haltern (1929 zum Landkreis; vormals Kreis Coesfeld)
  - seit 1975 Kirchspiel Haltern (Sythen, Holtwick, die Wüstung Overrath (heute eine bewaldete Halbinsel im Halterner Stausee) sowie Berghaltern zwischen Haltern und Lippramsdorf; seit 1929 im Landkreis; nunmehr ohne Sythener End, das zu (Haus-)Dülmen kam und somit wieder nach Coesfeld eingekreist wurde) sowie Hullern und Lippramsdorf, ehemals Amt Haltern, bis 1929 Kreis Coesfeld
  - seit 1975 die Nordosthälfte von Hamm (vormals Amt Marl)
  - seit 1975 Flaesheim (vormals Amt Datteln)
- Herten
  - Kirchspiel Herten
  - seit 1926 Bauerschaften Disteln, Ebbelich, Langenbochum (größerer Teil) und Scherlebeck (alle vormals Gemeinde Recklinghausen-Land)
  - seit 1975 ehemalige Stadt Westerholt sowie Kolonie Bertlich (mit Transvaal), vormals Gemeinde Polsum
- Marl nebst alten Bauerschaften Drewer (einschließlich der jüngeren Kolonie Brassert), Frentrop und Lippe
  - seit 1926 Teile der Gemeinde Recklinghausen-Land (Bauerschaft Lenkerbeck und Bauerschaft Löntrop mit Hüls und Korthausen) sowie die mittlerweile enger besiedelte Westhälfte der Bauerschaft Sinsen, vormals Kirchspiel Oer
  - seit 1975 die inzwischen dichter besiedelte Westhälfte (ehemals Herne und Sickingmühle) von Hamm sowie Polsum (ohne Kolonie Bertlich)
- Oer-Erkenschwick (Bildung 1926)
  - Oer nebst den Bauerschaften Sinsen (nur Osthälfte) und Siepen sowie Klein- und Groß-Erkenschwick (vormals Gemeinde Recklinghausen-Land)
  - Rapen aus dem Amt Datteln
- Recklinghausen (1901 bis 1974 kreisfrei)
  - alte Stadt Recklinghausen nebst Hillen, Hillerheide und Bruch
  - seit 1926 Suderwich sowie aus der Gemeinde-Land Recklinghausen Hochlarmark, Stuckenbusch, Hochlar, Bockholt, Speckhorn (mit Beising und Börste), Essel, Röllinghausen, Berghausen
- Waltrop

Gegenüber den Grenzen von 1816 verlor der Kreis die heute kreisfreien Gebiete der Stadt Oberhausen (Osterfeld), Bottrop (Bottrop und Kirchhellen) und Gelsenkirchen (Buer nebst Horst, aber ohne Westerholt und Gladbeck). Im Gebiet der Herrlichkeit Lembeck gingen 1975 Erle an Raesfeld (Kreis Borken) und Altschermbeck an Schermbeck (Kreis Wesel). Hinzu kamen nördlich der Lippe 1929 die Stadt Haltern und das ehemalige Amt Haltern sowie südlich der Emscher 1975 Castrop-Rauxel (ohne das urvestische Henrichenburg).

### Einwohnerentwicklung

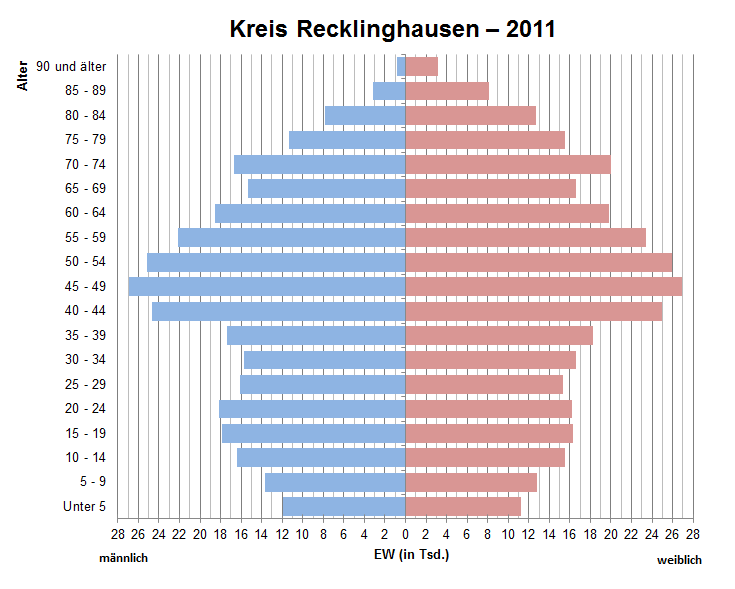
Bevölkerungspyramide für den Kreis Recklinghausen (Datenquelle: Zensus 2011)

Zu beachten: Ein Sprung der Einwohnerzahl in den 1970ern ist vor allem durch die Einkreisung der vormals kreisfreien Städte Recklinghausen, Castrop-Rauxel im Jahr 1975 und Gladbeck 1976 bedingt. Ab Spalte 2 beziehen sich die Werte der Tabelle indes auf den heutigen Gebietsstand, wobei es sich bei den Werten von 1962 bis einschließlich 1986 um Schätzwerte handelt.
Nominelle temporäre Einwohnerverluste waren zuvor durch die Kreisfreiheit von Recklinghausen (1901), Buer (1912), Bottrop und Gladbeck (1921), Osterfeld (1922) sowie Castrop-Rauxel (1928) entstanden, wobei Buer, Bottrop und Osterfeld nicht mehr zum Kreis zurückkamen.
| Jahr | Einwohner |
| ---- | --------- |
| 1819 | 039.170   |
| 1832 | 041.946   |
| 1858 | 049.289   |
| 1871 | 052.897   |
| 1875 | 057.577   |
| 1880 | 064.699   |
| 1883 | 074.269   |
| 1885 | 074.178   |
| 1890 | 093.593   |
| 1900 | 188.690   |
| 1910 | 320.882   |
| 1925 | 186.712   |
| 1933 | 188.122   |
| 1939 | 191.099   |
| 1950 | 245.743   |
| 1960 | 315.000   |
| 1969 | 350.000   |
| 1970 | 353.100   |

| Jahr | Einwohner |
| ---- | --------- |
| 1962 | 614.681   |
| 1963 | 617.249   |
| 1964 | 620.975   |
| 1965 | 623.310   |
| 1966 | 624.086   |
| 1967 | 624.067   |
| 1968 | 625.230   |
| 1969 | 628.759   |
| 1970 | 632.617   |
| 1971 | 634.670   |
| 1972 | 634.401   |
| 1973 | 635.864   |
| 1974 | 635.591   |
| 1975 | 634.234   |
| 1976 | 633.232   |
| 1977 | 630.106   |
| 1978 | 628.101   |
| 1979 | 628.310   |
| 1980 | 629.155   |
| 1981 | 630.034   |

| Jahr | Einwohner |
| ---- | --------- |
| 1982 | 628.034   |
| 1983 | 625.578   |
| 1984 | 621.656   |
| 1985 | 621.927   |
| 1986 | 623.173   |
| 1987 | 631.922   |
| 1988 | 637.324   |
| 1989 | 644.600   |
| 1990 | 651.588   |
| 1991 | 655.039   |
| 1992 | 659.158   |
| 1993 | 660.497   |
| 1994 | 661.915   |
| 1995 | 662.931   |
| 1996 | 662.712   |
| 1997 | 662.309   |
| 1998 | 661.065   |
| 1999 | 660.459   |
| 2000 | 657.592   |
| 2001 | 656.053   |

| Jahr | Einwohner |
| ---- | --------- |
| 2002 | 654.276   |
| 2003 | 651.397   |
| 2004 | 649.310   |
| 2005 | 646.558   |
| 2006 | 643.411   |
| 2007 | 639.811   |
| 2008 | 636.180   |
| 2009 | 632.535   |
| 2010 | 628.817   |
| 2011 | 617.831   |
| 2012 | 615.778   |
| 2013 | 613.878   |
| 2014 | 613.092   |
| 2015 | 617.807   |
| 2016 | 617.195   |
| 2017 | 616.824   |
| 2018 | 615.261   |
| 2019 | 614.137   |
| 2020 | 613.599   |
| 2022 | 619.732   |

Alle Daten, sofern nicht anders angegeben, stammen aus der Quelle Landesdatenbank Nordrhein-Westfalen.

### Konfessionsstatistik
Laut dem Zensus 2011 waren 42,2 % der Einwohner römisch-katholisch 28,5 %  evangelisch, und 29,3 % waren konfessionslos, gehörten einer anderen Glaubensgemeinschaft an oder machten keine Angabe. Gemäß dem Zensus 2022 waren (Mai 2022) 35,2 % der Einwohner katholisch, 23,5 % evangelisch und 41,3 % waren konfessionslos, gehörten einer anderen Glaubensgemeinschaft an oder machten keine Angabe.

## Politik

### Flagge (Banner) und Wappen

Banner des Kreises Recklinghausen

§ 1 der Hauptsatzung des Kreises Recklinghausen legt fest:

„Das Banner des Kreises Recklinghausen ist (von heraldisch rechts nach heraldisch links) Schwarz-Weiß-Grün. Es trägt in der Mitte der Fahnenbahn das Wappen des Kreises Recklinghausen.
Das Wappen besteht aus einem silbernen Nesselblatt auf grünem Schild sowie einem schwarzen, gleichschenkeligen Kreuz mit goldenem Schlüssel in der Mitte.“

Das Nesselblatt steht für die Herrlichkeit Lembeck, ein Amt des Hochstifts Münster, das nördlich der Lippe bei Dorsten lag. Das schwarze Kreuz ist das Zeichen der Kölner Bischöfe, die einen großen Teil des Gebietes, das Vest Recklinghausen, besaßen. Der Schlüssel im Kreuz symbolisiert Sankt Peter, den Patron des Erzbistums Köln.
Das Wappen wurde am 30. Juni 1952 genehmigt.

### Landräte
Bis 1946 waren die Landräte staatliche Beamte. Erster Landrat des preußischen Kreises war 1816–1829 Wilhelm von und zu Westerholt und Gysenberg. Seine drei Nachfolger Friedrich Carl Devens (1830–1849), Robert von Reitzenstein (1849–1893) und Felix von Merveldt (1893–1913) sind heute noch Namensgeber Recklinghäuser Straßen. Noch bekannter ist der siebte Landrat Erich Klausener (1919–1924), der später durch seinen (christlichen bzw. katholischen) Widerstand gegen die Nazis bekannt wurde und 1934 im Zuge des Röhm-Putsches ermordet wurde. Ihm sind die von der Kardinal-von-Galen-Straße abgehende Klausenerstraße im Recklinghäuser Ostviertel und die Dr.-Klausener-Straße im Marler Stadtteil Hüls gewidmet.
Von 1946 bis 1999 waren die Landräte Ehrenamtler und wurden vom Kreistag gewählt; noch heute den Älteren bekannt ist der langjährige Landrat Helmut Marmulla (SPD; 1975–1994). Seit 1999 arbeiten die Landräte hauptamtlich und werden direkt gewählt.
Bei der Wahl des Landrats am 25. Mai 2014 erhielt Cay Süberkrüb von der SPD 44,1 % der Stimmen. Benno Portmann von der CDU erreichte mit 33,7 % das zweitbeste Ergebnis. Da die im ersten Wahlgang erforderliche absolute Mehrheit nicht erreicht wurde, kam es am 15. Juni 2014 zu einer Stichwahl. Hier erreichte Süberkrüb mit 54,7 % gegenüber Portmann mit 45,3 % die absolute Mehrheit und wurde als Nachfolger von Jochen Welt (ebenfalls SPD), zuvor langjähriger Recklinghäuser Bürgermeister und Mitglied des Bundestages, zum neuen Landrat gewählt.

Bei der Stichwahl des Landrates am 27. September 2020 gewann der damalige Halterner Bürgermeister Bodo Klimpel (gemeinsamer Kandidat von CDU und FDP) mit 50,54 % bei einer Wahlbeteiligung von 29,26 %. In der konstituierenden Sitzung des Kreistags am 3. November 2020 wurde Klimpel als neuer Landrat für den Kreis Recklinghausen vereidigt und ins Amt eingeführt.

### Kreistag
Ergebnisse der Kommunalwahlen 2020 im Kreis Recklinghausen
Die Sitze im Kreistag verteilen sich nach dem Ergebnis der Kommunalwahl 2020 folgendermaßen auf die einzelnen Parteien:
| Partei | Stimmen | % (2020) | % (2014) | +/-      | Sitze (2020) | Sitze (2014) | +/- |
| --- | ------- | -------- | -------- | -------- | ------------ | ------------ | --- |
| CDU | 80.289  | 33,6 %   | 33,8 %   | - 0,2 %  | 24           | 25           | - 1 |
| SPD | 72.741  | 30,4 %   | 40,5 %   | - 10,1 % | 22           | 29           | - 7 |
| Bündnis 90/Die Grünen | 41.094  | 17,2 %   | 8,8 %    | + 8,4 %  | 13           | 6            | + 7 |
| AfD | 16.893  | 7,1 %    | 0,0 %    | + 7,1 %  | 5            | 0            | + 5 |
| FDP | 10.721  | 4,5 %    | 3,9 %    | + 0,6 %  | 3            | 3            | ± 0 |
| Die LINKE | 9.972   | 4,2 %    | 5,3 %    | - 1,1 %  | 3            | 4            | - 1 |
| UBP | 5.777   | 2,4 %    | 4,4 %    | - 2,0 %  | 2            | 3            | - 1 |
| WIR2020 | 696     | 0,3 %    | 0,0 %    | + 0,3 %  | 0            | 0            | ± 0 |
| DKP | 568     | 0,2 %    | 0,2 %    | ± 0      | 0            | 0            | ± 0 |
| Aktiv | 448     | 0,2 %    | 0,0 %    | + 0,2 %  | 0            | 0            | ± 0 |
| Gültige Stimmen | 239.199 |          |          |          |              |              |     |
| Ungültige Stimmen | 4.381   |          |          |          |              |              |     |
| Stimmen Insgesamt | 243.580 |          |          |          | 72           | 72           | ± 0 |
| Wahlberechtigte Insgesamt | 449.207 | 49,1 %   | 48,0 %   | + 1,1 %  |              |              |     |
| Kreistagswahl 13.09.2020 Kreis RecklinghausenWahlbeteiligung von 49,1 % 403020100 33,6 %30,4 %17,2 %7,1 %4,5 %4,2 %2,4 %0,3 %0,2 %0,2 % CDUSPDGrüneAfDFDPLinkeUBPgWIR2020DKPAktivGewinne und Verlusteim Vergleich zu 2014 %p 10 8 6 4 2 0 −2 −4 −6 −8−10−12−0,2 %p−10,1 %p+8,4 %p+7,1 %p+0,6 %p−1,1 %p−2,0 %p+0,3 %p± 0,0 %p+0,2 %pCDUSPDGrüneAfDFDPLinkeUBPWIR2020DKPAktivAnmerkungen:g Unabhängige-Bürger-Partei |         |          |          |          |              |              |     |
| Sitzverteilung Kreistagswahl 13.09.2020 Kreis RecklinghausenInsgesamt 72 Sitze - Linke: 3 - SPD: 22 - Grüne: 13 - CDU: 24 - FDP: 3 - AfD: 5 - Sonst.: 2 Sonstige: (2 Sitze) > „UBP“ = 2 Sitze |         |          |          |          |              |              |     |

| Partei | Kandidat*                 | Stimmen | % (2020) |
| --- | ------------------------- | ------- | -------- |
| CDU | Klimpel, Bodo             | 91.712  | 38,3 %   |
| SPD | Hübner, Michael           | 76.204  | 31,9 %   |
| Bündnis 90/Die Grünen | Zerwas, Dr. Marco         | 38.074  | 15,9 %   |
| AfD | Christ, Steffen           | 15.942  | 6,7 %    |
| Die LINKE | Kohn, Rolf Paul Christian | 8.239   | 3,4 %    |
| UBP | Köller, Tobias            | 6.129   | 2,6 %    |
| Aktiv | Surmann, Udo              | 1.697   | 0,7 %    |
| DKP | Beyer-Peters, Detlev      | 1.293   | 0,5 %    |
| Gültige Stimmen | Gültige Stimmen           | 239.290 |          |
| Ungültige Stimmen | Ungültige Stimmen         | 4.262   |          |
| Stimmen Insgesamt | Stimmen Insgesamt         | 243.552 |          |
| Wahlberechtigte Insgesamt | Wahlberechtigte Insgesamt | 449.207 | 49,1 %   |
| Landratswahl* 13.09.2020 Kreis RecklinghausenWahlbeteiligung von 49,1 % 403020100 38,3 %31,9 %15,9 %6,7 %3,4 %2,6 %0,7 %0,5 % CDUaSPDbGrünecAfDdLinkeeUBPfAktivgDKPhAnmerkungen:a Klimpel, Bodob Hübner, Michaelc Zerwas, Dr. Marcod Christ, Steffene Kohn, Rolf Paul Christianf Köller, Tobiasg Surmann, Udoh Beyer-Peters, Detlev |                           |         |          |

| Partei | Kandidat*                 | Stimmen | % (2020) |
| --- | ------------------------- | ------- | -------- |
| CDU | Klimpel, Bodo             | 72.131  | 50,5 %   |
| SPD | Hübner, Michael           | 70.603  | 49,5 %   |
| Gültige Stimmen | Gültige Stimmen           | 142.734 |          |
| Ungültige Stimmen | Ungültige Stimmen         | 2.495   |          |
| Stimmen Insgesamt | Stimmen Insgesamt         | 145.229 |          |
| Wahlberechtigte Insgesamt | Wahlberechtigte Insgesamt | 496.309 | 29,3 %   |
| Landratsstichwahl* 27.09.2020 Kreis RecklinghausenWahlbeteiligung von 29,3 % 6050403020100 50,5 %49,5 % CDUaSPDbAnmerkungen:a Klimpel, Bodob Hübner, Michael |                           |         |          |

### Partner- und Patenschaften
- Region Nord-Israel[43]
- Södermanland, Schweden, 1987
- Landkreis Beuthen-Tarnowitz
- Powiat Wodzisławski, Polen, 2001
- Heeresfliegerregiment Rheine

## Kfz-Kennzeichen
Am 1. Juli 1956 wurde dem Landkreis Recklinghausen bei der Einführung der bis heute gültigen Kfz-Kennzeichen das Unterscheidungszeichen RE zugewiesen. Es wird durchgängig bis heute ausgegeben.
Bis in die 1990er Jahre erhielten Fahrzeuge aus den Teilkreisen besondere Erkennungsnummern:
| Gebiet                                   | Buchstaben | Zahlen        |
| ---------------------------------------- | ---------- | ------------- |
| Stadt Recklinghausen                     | A bis Z    | 1 bis 999     |
| Stadt Recklinghausen                     | AA bis ZZ  | 1 bis 99      |
| Stadt Recklinghausen                     | S, T       | 1000 bis 9999 |
| Stadt Recklinghausen                     | AA         | 1000 bis 9999 |
| Städte Herten, Marl und Oer-Erkenschwick | AA bis ZZ  | 100 bis 999   |
| Städte Herten, Marl und Oer-Erkenschwick | V          | 1000 bis 9999 |
| Stadt Castrop-Rauxel                     | A bis J    | 1000 bis 9999 |
| Stadt Castrop-Rauxel                     | CA         | 1000 bis 9999 |
| Stadt Gladbeck                           | K bis P    | 1000 bis 9999 |
| Stadt Gladbeck                           | HA         | 1000 bis 9999 |
| Städte Datteln und Waltrop               | R, W, X    | 1000 bis 9999 |
| Städte Datteln und Waltrop               | DA         | 1000 bis 9999 |
| Stadt Dorsten                            | U, Y, Z    | 1000 bis 9999 |
| Stadt Dorsten                            | EA         | 1000 bis 9999 |

Die Zulassungsstellen in Datteln und Dorsten kamen erst später hinzu.
Seit dem 13. November 2012 sind aufgrund der Kennzeichenliberalisierung auch die Unterscheidungszeichen CAS (Castrop-Rauxel) und GLA (Gladbeck) erhältlich.

## Wirtschaft
Im Zukunftsatlas 2016 belegte der Landkreis Recklinghausen Platz 330 von 402 Landkreisen, Kommunalverbänden und kreisfreien Städten in Deutschland und zählt damit zu den Regionen mit „Zukunftsrisiken“. In der Ausgabe von 2019 lag er auf Platz 349 von 401.
Der Chemiepark Marl ist als Chemie-Netzwerk der drittgrößte Verbundstandort in Deutschland, hier arbeiten ca. 10.000 Mitarbeiter. Gladbeck ist Standort der Ineos Phenol Chemie. In Castrop-Rauxel ist Rütgers Chemicals, ein chemischer Produzent von Teererzeugnissen beheimatet. In Herten haben die AGR Abfallentsorgungs-Gesellschaft Ruhrgebiet mit 940 Mitarbeitern sowie das Fleischwarenunternehmen Herta mit ca. 400 Mitarbeitern ihren Sitz.

## Verkehrsinfrastruktur

### Straßenverkehr

#### Autobahnen

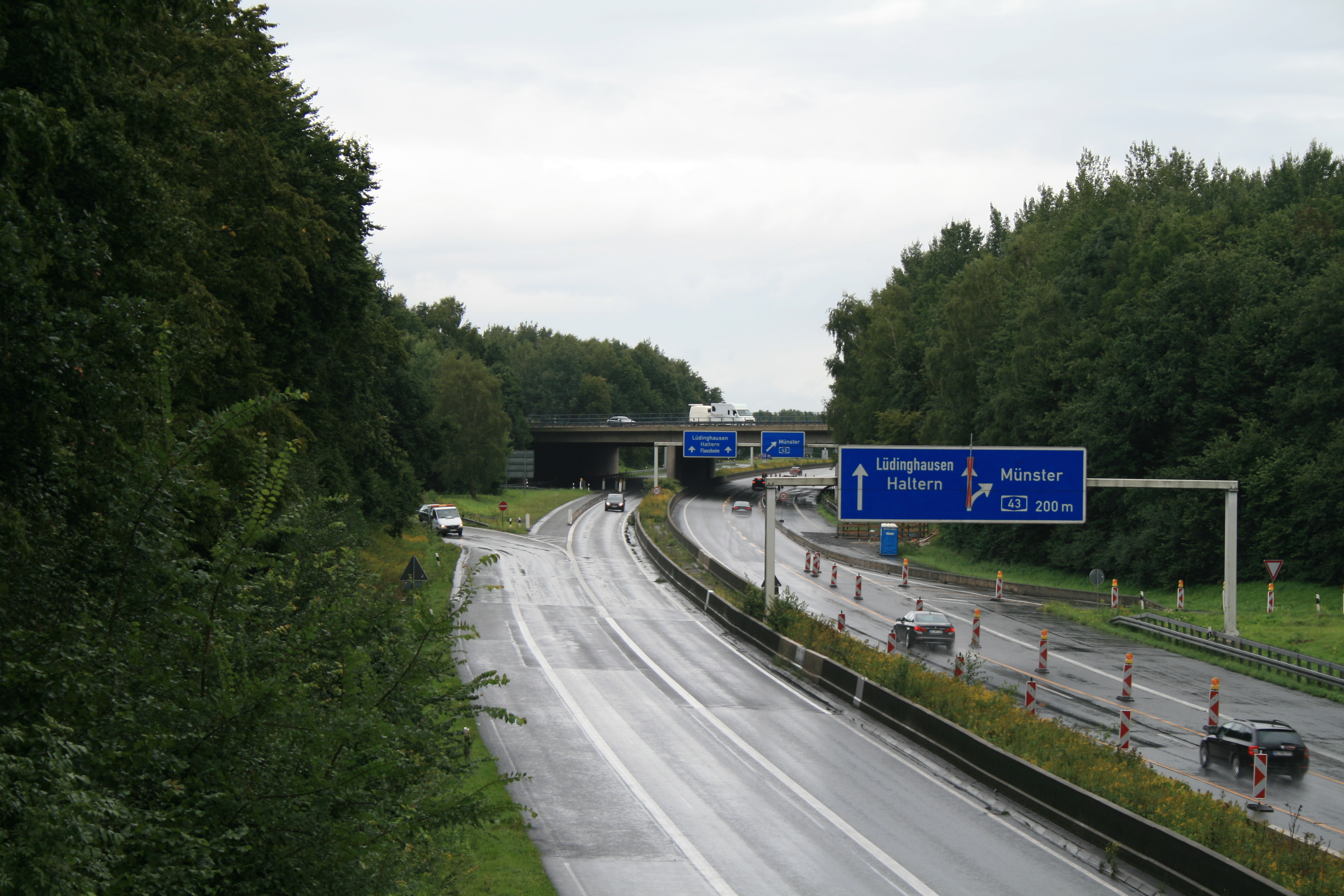
Im Autobahnkreuz Marl-Nord treffen sich A 43 und A 52

Durch das Kreisgebiet verlaufen auf insgesamt 93,1 km mehrere Bundesautobahnen:
- die A 2 von Oberhausen nach Hannover durchquert die Städte Gladbeck, Herten, Recklinghausen und Castrop-Rauxel
- die A 31 von Bottrop nach Emden verläuft durch die Städte Gladbeck und Dorsten
- die A 42 von Kamp-Lintfort nach Dortmund verläuft durch das Stadtgebiet von Castrop-Rauxel,
- die A 43 von Münster nach Wuppertal verläuft durch die Stadtgebiete von Haltern, Marl und Recklinghausen,
- die A 45 von Dortmund nach Hagen, welche auf Castrop-Rauxeler Stadtgebiet beginnt,
- die A 52 von Essen nach Marl verläuft durch die Stadtgebiete von Gladbeck, Dorsten und Marl. Der Ausbau der A 52 zwischen Essen und Gladbeck befindet sich in Planung.

Mit Ausnahme der A 52 in Dorsten und der A 45 in Castrop-Rauxel befinden sich in allen genannten Städten eine oder mehrere Anschlussstellen der genannten Autobahnen an das untergeordnete Straßennetz.
Auf Kreisgebiet befinden sich ferner mehrere Autobahnkreuze:
- das Autobahnkreuz Recklinghausen (Verbindung A2/A43) auf dem Stadtgebiet von Recklinghausen,
- das Autobahnkreuz Dortmund-Nordwest (Verbindung A 2/A45) auf dem Stadtgebiet von Castrop-Rauxel und
- das Autobahnkreuz Marl-Nord (Verbindung A43/A52) auf dem Stadtgebiet von Marl.

Das Autobahnkreuz Castrop-Rauxel-Ost (Verbindung A42/A45) befindet sich hingegen vollständig auf Dortmunder Stadtgebiet.
Das Autobahnkreuz Gladbeck (Verbindung A2/A52) befindet sich in Planung.

#### Bundesstraßen

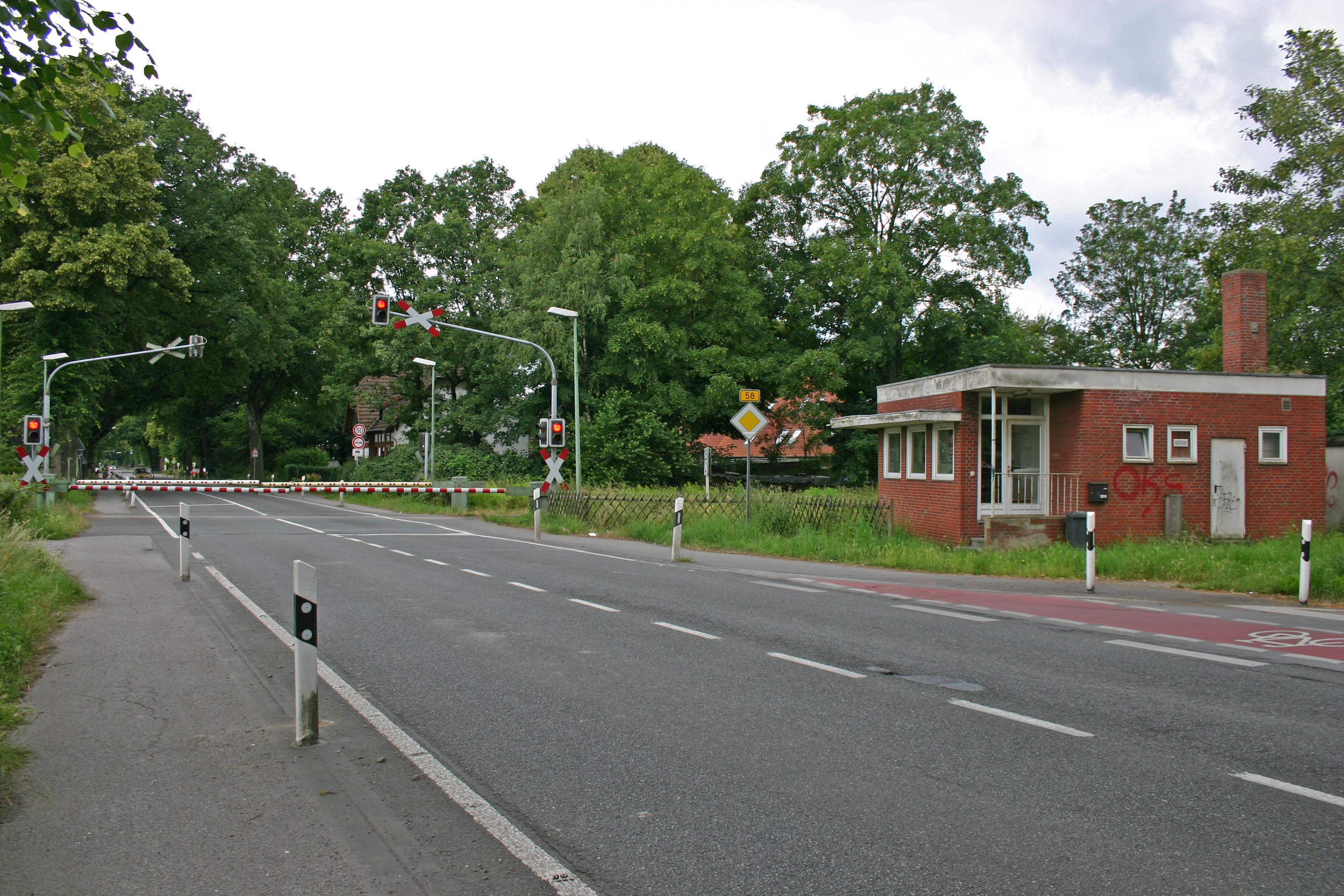
Die B 58 in Dorsten, Höhe Bahnhof Deuten

Durch das Gebiet des Kreises Recklinghausen verlaufen auf 83,8 km mehrere Bundesstraßen:
- die B 58 von Wesel nach Langenberg verläuft durch Dorsten und Haltern am See,
- die B 224 von Raesfeld nach Essen verläuft durch das Stadtgebiet von Dorsten und Gladbeck,
- die B 225 von Bottrop-Kirchhellen nach Recklinghausen verläuft durch das Stadtgebiet von Dorsten, Marl und Recklinghausen,
- die B 235 von Senden nach Witten verläuft durch Datteln und Castrop-Rauxel.

#### Land- und Kreisstraßen
Im Kreis Recklinghausen befinden sich 307,7 km Landesstraßen und 221,5 km Kreisstraßen.

### Bahnverkehr

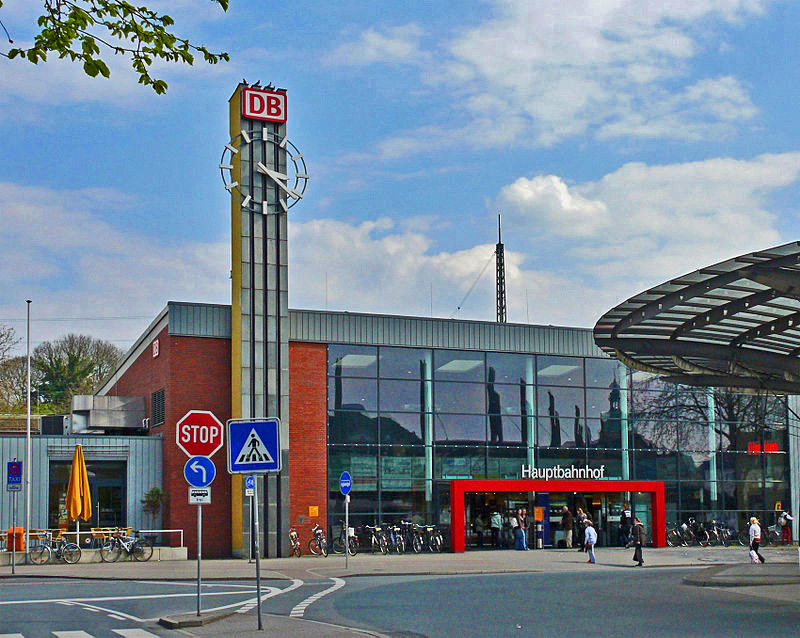
Der wichtigste Bahnhof im Kreis: Recklinghausen Hbf

Wichtigster Bahnhof im Kreis Recklinghausen ist Recklinghausen Hauptbahnhof. Dieser zählt zur Preisklasse 3 und liegt an der Bahnstrecke Wanne-Eickel-Hamburg. Zudem wird seit 2020 die Strecke Richtung Gladbeck bedient.
Bahnhöfe der Preisklasse 4 im Kreis Recklinghausen sind:
- Castrop-Rauxel Hauptbahnhof an der Bahnstrecke Duisburg-Dortmund,
- Bahnhof Dorsten an den Bahnstrecken Duisburg-Quakenbrück und Winterswijk–Gelsenkirchen-Bismarck,
- Bahnhof Gladbeck West an den Bahnstrecken Oberhausen-Osterfeld–Hamm und Winterswijk–Gelsenkirchen-Bismarck und
- Bahnhof Haltern am See an den Bahnstrecken Wanne-Eickel-Hamburg und Haltern–Venlo.

### Busverkehr
Die Vestische Straßenbahnen GmbH (Vestische) betreibt als Mitglied im Verkehrsverbund Rhein-Ruhr den Busverkehr im Kreis Recklinghausen und darüber hinaus auch in Bottrop und im Norden von Gelsenkirchen.
Zu den Buslinien der Vestischen siehe hier.

### Wasserstraßen

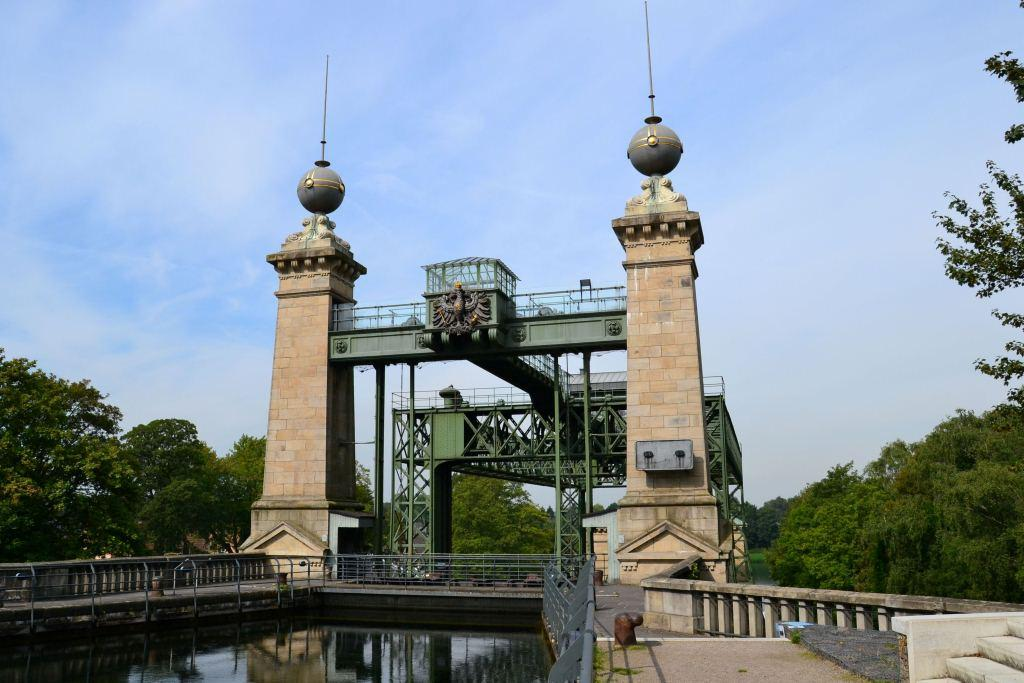
Das alte Schiffshebewerk im Schleusenpark Waltrop

Das in Datteln gelegene Kanalkreuz gilt als größter Kanalknotenpunkt Europas sowie als Zentrum des Westdeutschen Kanalnetzes. Hier verbinden sich vier Kanäle, welche das Kreisgebiet jeweils durch mehrere Städte durchlaufen:
- Der Dortmund-Ems-Kanal von Norden nach Süden die Stadtgebiete von Datteln und Waltrop.
- Der Wesel-Datteln-Kanal verläuft im Tal der Lippe südlich von dieser von Westen nach Osten durch die Stadtgebiete von Dorsten, Marl, Haltern und Datteln.
- Der Rhein-Herne-Kanal verläuft von Westen nach Osten kommend entlang der Emschertal-Bahn durch das Stadtgebiet von Castrop-Rauxel. Hier überquert er die Emscher, bevor er in Datteln in den Dortmund-Ems-Kanal mündet.
- Der Datteln-Hamm-Kanal verläuft von Westen nach Osten durch die Stadtgebiete von Waltrop und Datteln.

Auf Waltroper Gebiet befindet sich der Schleusenpark Waltrop. Hierbei handelt es sich um insgesamt vier Abstiegsbauwerke am Abzweig des Rhein-Herne-Kanals vom Dortmund-Ems-Kanal, darunter das alte und das neue Schiffshebewerk Henrichenburg.

### Flugplätze

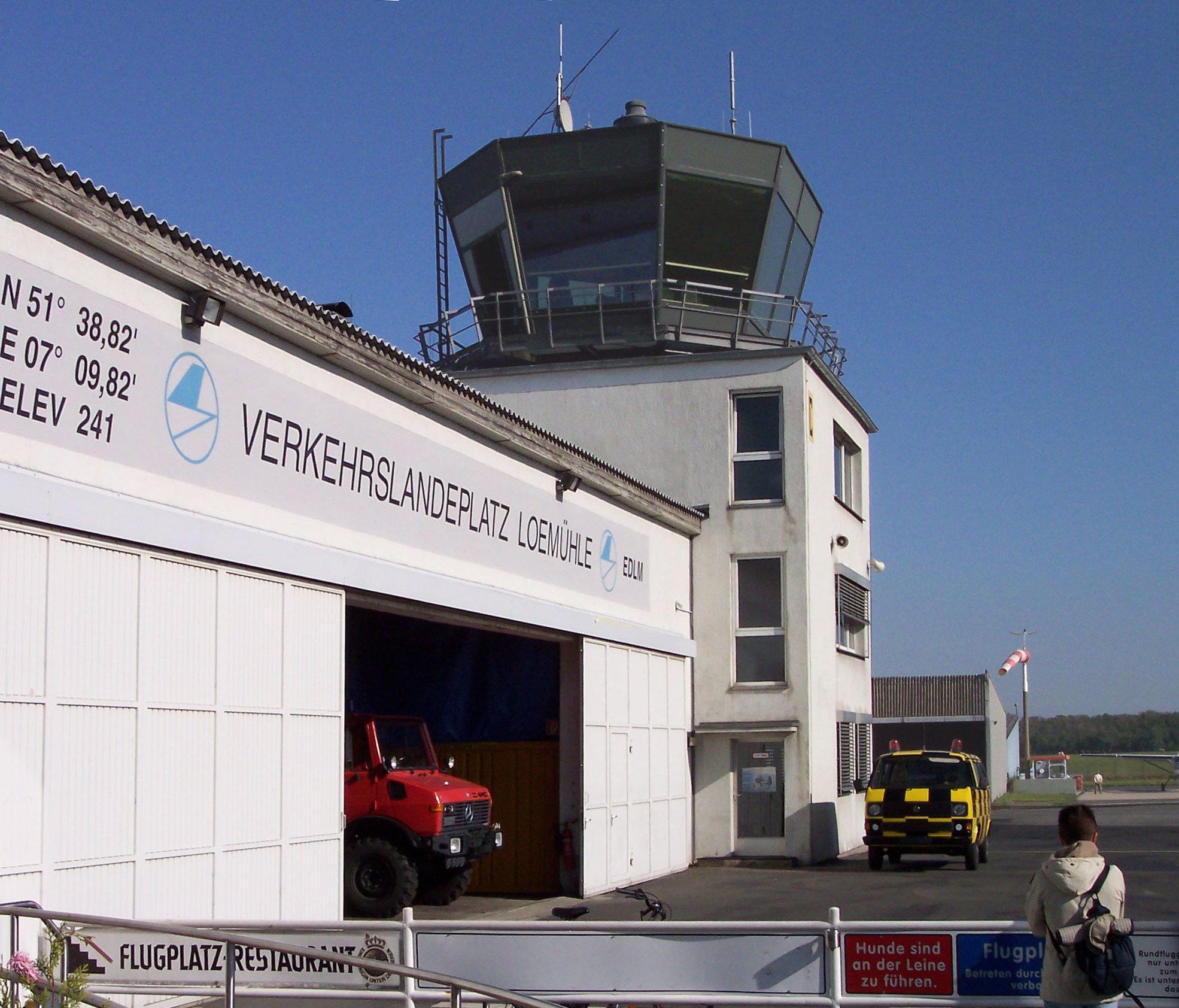
Der Tower des Flugplatzes Marl-Loemühle

Mit dem Flugplatz Marl-Loemühle gibt es einen Verkehrslandeplatz im Kreis Recklinghausen. Ferner gibt es in Dorsten das Segelfluggelände am Kanal.

## Kultur

### Bühnen und Theater

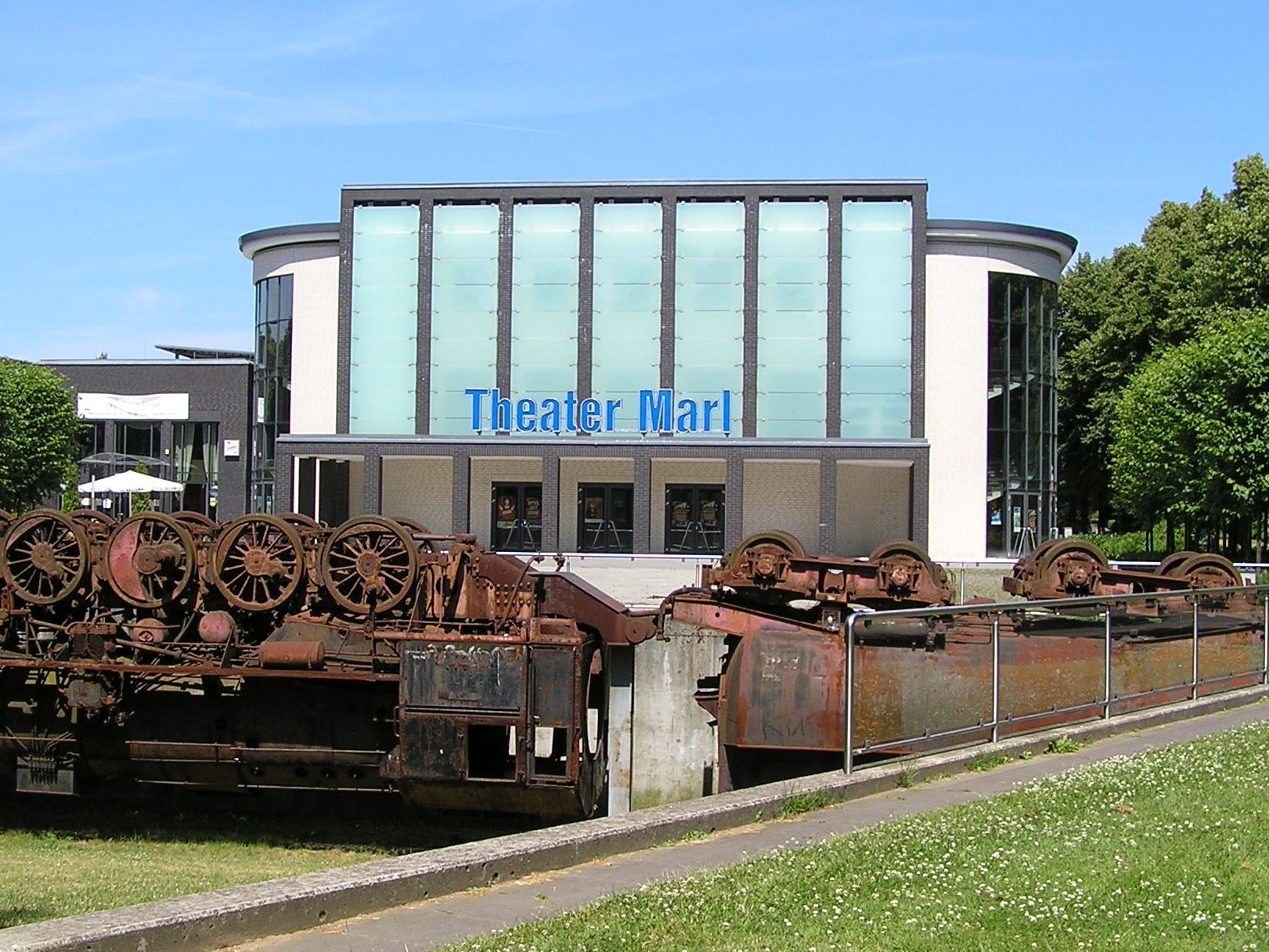
Das Theater Marl, Ort der Grimme-Preis Verleihung

Die Ruhrfestspiele sind als ältestes und zugleich eines der größten und renommiertesten Theaterfestivals Europas in Recklinghausen beheimatet und finden jährlich im eigens dafür erbauten Ruhrfestspielhaus statt. In Castrop-Rauxel ist das Westfälische Landestheater beheimatet. Dieses geht mit seinem Programm auf Reisen und spielt in Städten und Gemeinden, welche nicht über ein eigenes Ensemble verfügen. Die Premieren finden dabei stets in Castrop-Rauxel statt. Im Theater Marl werden Schauspiel, Musiktheater und Konzerte angeboten. Dort wird auch jährlich der Grimme-Preis als Auszeichnung für Fernsehsendungen in Deutschland verliehen. Weitere Veranstaltungsorte für Kulturevents sind das Glashaus in Herten, die Seestadthalle Haltern am See oder die Vestlandhalle in Recklinghausen.

### Museen

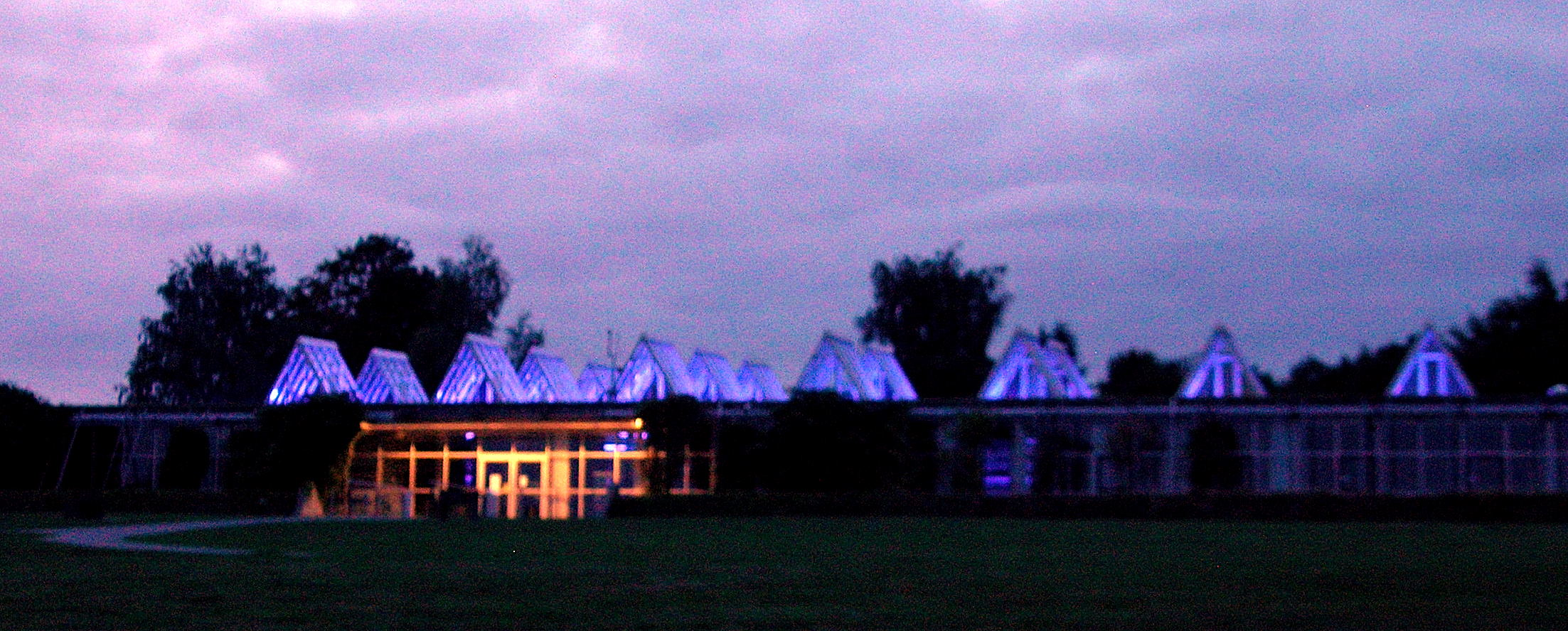
Das LWL-Römermuseum Haltern am See

In Haltern am See befindet sich das LWL-Römermuseum. Hier werden Funde aus dem Römerlager Haltern sowie von anderen Fundorten entlang der Lippe ausgestellt. In Dorsten befindet sich das Jüdische Museum Westfalen, welches sich mit der jüdischen Geschichte in Westfalen einschließlich der Zeit des Holocaust befasst. In Marl befindet sich mit dem Skulpturenmuseum Glaskasten ein Kunstmuseum, dessen Schwerpunkt der Sammlung auf Skulpturen der Klassischen Moderne und der zeitgenössischen Kunst liegt. Das Schiffshebewerk Henrichenburg ist Teil des LWl-Industriemuseums in Waltrop.

## Vestische Ehrenbürger

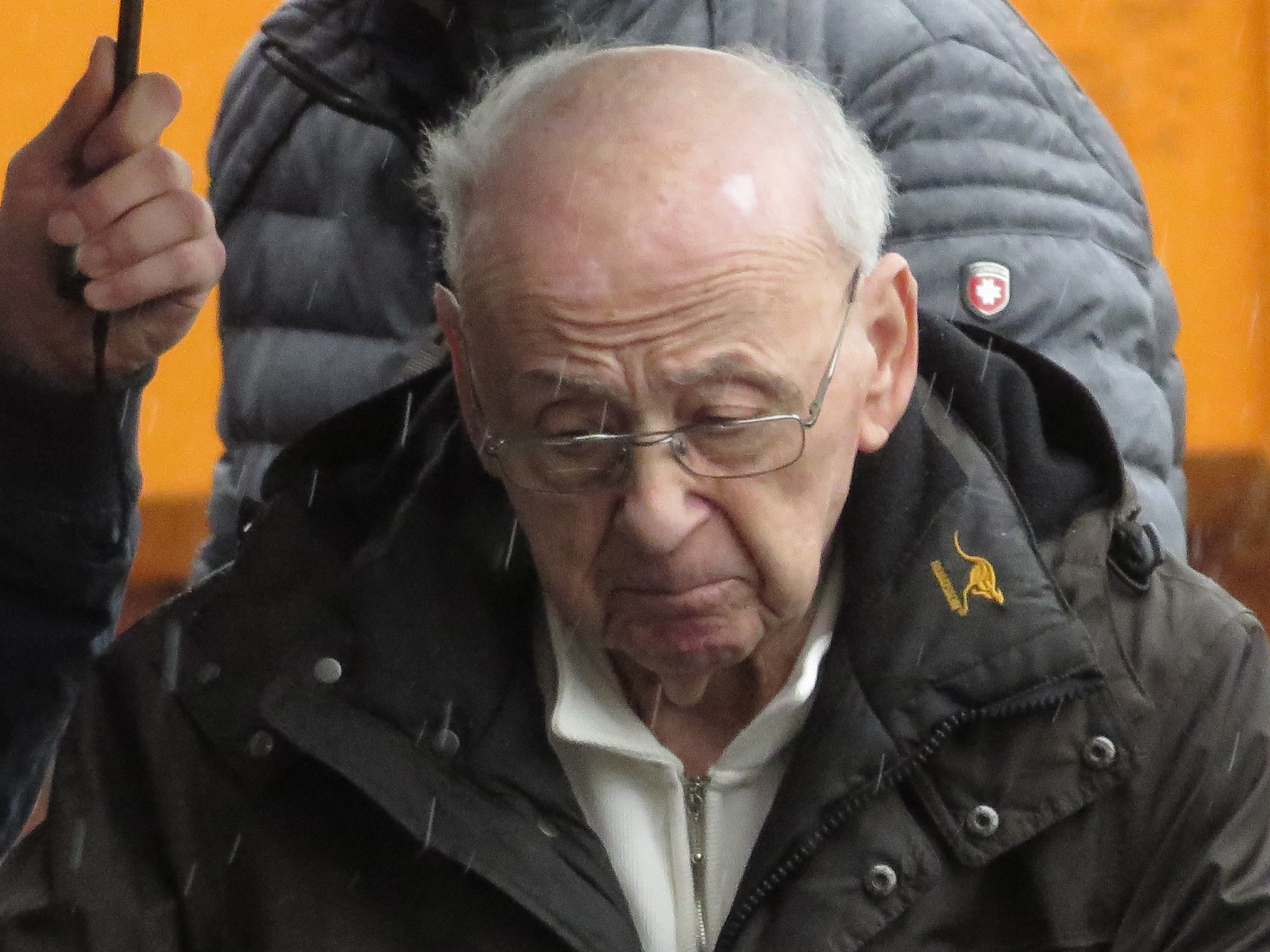
Rolf Abrahamsohn, im Jahr 2011 zum Vestischen Ehrenbürger ernannt (Foto von 2019)

Seit 2006 vergibt der Kreis Recklinghausen den Titel „Vestischer Ehrenbürger“ für „herausragendes Engagement im oder für den Kreis Recklinghausen“. Bislang ausgezeichnet wurden:
- 2006 Werner Burghardt (1921–2013), Leiter des Stadt- und Vestischen Archivs Recklinghausen sowie Geschäftsführer des Arbeitskreises vestischer Geschichts- und Heimatvereine
- 2007 Johanna Eichmann (1926–2019) OSU, ehemalige Schulleiterin des Gymnasiums St. Ursula Dorsten und Mitgründerin des Jüdischen Museums Westfalen in Dorsten
- 2008 Carl-Otto Still (1940–2013), Vorsitzender des Fördervereins „Hilfe für Kinder“ der Vestischen Kinder- und Jugendklinik in Datteln
- 2011 Rolf Abrahamsohn (1925–2021), ehemaliger Vorsitzender der Jüdischen Gemeinde Bochum-Recklinghausen, als Überlebender der Shoa aus Marl Referent in zahlreichen Vortrags- und Diskussionsveranstaltungen zum Thema
- 2013 Werner Andler (1945–2013), Ärztlicher Direktor der Vestischen Kinder- und Jugendklinik in Datteln
- 2018 Frank Hoffmann (* 1954), Intendant der Ruhrfestspiele[51]